# Paris Hilton
Paris Whitney Hilton (New York, 1981. február 17. –) amerikai multimilliomos üzletasszony, énekesnő, színésznő, DJ, tervező, modell, producer, bestseller-író.
A legismertebb influenszerek egyike, úttörő szerepet játszott a valóságshow-knak mint műfajnak a kialakításában; az önmárkaépítés utolérhetetlen bajnokaként a közösségi médiában, a szórakoztatóiparban is megkerülhetetlen jelenséggé vált.
Tudatosan felvállalva a buta, elkényeztetett szőke nő szerepét már egész fiatalon a populáris kultúra egyik ikonikus alakja lett, s az iránta megnyilvánuló érdeklődést kiváló érzékkel mindig arra használta fel, hogy növelje vagyonát, cégbirodalmát és társadalmi befolyását. Miközben féktelen bulizásaival, színes szerelmi életével és extrém öltözködési szokásaival állandó témát szolgáltatott a szenzációéhes bulvármédiának, 2006-ban, 25 esztendősen megalakította a Paris Hilton Entertaintment-et, egy multibillió dollár alaptőkéjű társaságot, amely nemzetközi méretekben, gondosan felépített stratégiával gyárt tartalmakat a szórakoztatóiparban, és termel hasznot dollármilliókban.
Hírnevére a 2003 és 2007 között futó The Simple Life című valóságshow-val tett szert, emellett szintén ismert a 2003-ban az internetre felkerült 1 Night in Paris című szexvideóról. Sok helyütt feltűnt azóta, és 2006 augusztusában Paris című albumával megjelent a popzenében is. A Stars are Blind című slágeréről készült videó 10 millió feletti nézettséget ért el az interneten.
A divatra is nagy hatást gyakorol. A Z generáció tagjai közül sokan átvették tőle a mikromini szoknyák és a csípőnadrág viseletét.
Vonzó megjelenésű és a pózolásban se járatlan modellként olyan tekintélyes magazinok címlapjára került föl, mint az FHM, a Maxim, az Elle, a Variety, a Vogue, továbbá a pikáns fotóit akarata ellenére közlő Playboy. Az általa népszerűsített márkák között megtalálható a Tommy Hilfiger, a Guess vagy a Dior.
Vagyonát 300 millió dollárra becsülik. Üzleti érdekeltségei kiterjednek több kontinensre. Az Amerikai Egyesült Államok mellett Ázsiában, Dél-Amerikában és a Közel-Keleten is megragadja a kínálkozó lehetőségeket. Jó példa erre, hogy attól a Fülöp-szigeteki strandklubtól, amelynek engedélyezte, hogy az ő nevét viselje, cserébe évente 1 millió dollárt kap.
Paris Hilton egyébiránt a vele kapcsolatos legnagyobb félreértésnek azt tartja, hogy az emberek abban a tévhitben vannak, ő csak valamiféle celeb, aki mindenfajta teljesítmény nélkül, a saját hírességéből él. A valóság ezzel szemben az, hogy már 16 esztendős kora óta, amikor modellkarrierbe kezdett, a saját lábán áll, keményen dolgozik és ritkán hibázik, ha pénzügyi természetű döntésről van szó.

## Családi háttér
Apja Richard Hilton, anyja Kathy Richards. Apai nagyapja, Barron Hilton a család nevét viselő szállodalánc: Hilton Hotels elnöke. Dédszülei – Conrad Hilton és első felesége, Mary Barron – voltak a vállalkozás megalapítói. Mikor dédapja 1979-ben meghalt, végrendeletében semmit sem hagyott hátra leszármazottainak. Nagyapja ezt megtámadta, és 1988-ban végül számára kedvező döntés született. Ennek ellenére Paris és rokonai semmilyen örökségre nem számíthatnak, mert 2007-ben William Barron Hilton úgy döntött unokája botrányos életét látva, hogy halála után pénzét egy jótékonysági alapítványra hagyja. Azonban a „Hilton örökösnő” jelző annyira berögzült a köztudatba, hogy tévesen még most is így titulálja zömében a bulvársajtó, noha a valóságban ez már évek óta nem igaz.
Középiskoláit a kaliforniai Rancho Mirage-ban lévő a Marywood-Palm Valley Schoolban és a New York-i Dwight Schoolban végezte, de az iskolát még tanulmányai befejezése előtt otthagyta. Néhány hónappal később letette a középiskolai szintű tudását igazoló „GED” vizsgát, főiskolára azonban nem járt.
2006-ban ittas vezetés miatt felfüggesztették a jogosítványát. Miután ezt követően is többször is szabálytalanul vezetett, 2007-ben 45 nap börtönbüntetésre ítélték, amit le is ült.

## Paris Hilton Magyarországon
Paris Hilton 2008. március 31-én érkezett Budapestre először, szerelmét, a Good Charlotte gitárosát, Benji Maddent kísérte a férfi koncertjére. Ezt követően 2009. szeptember 3-án látogatott ismét Budapestre, a Hilton Londonból érkezett és egy menetrend szerinti járattal landolt. A repülőtérről gyakorlatilag kimenekítették, és azonnal a szállodájába szállították. Hilton egy olasz divatház, a Coin jóvoltából látogatott Magyarországra, a cég leendő reklámarcaként részt vett a divatház megnyitóján.

## Paris Hilton a magaskultúrában
Noha a kritikusok Paris Hilton színészi próbálkozásaival szemben erősen szkeptikusok, s énekesnőként sem sikerült valódi áttörést elérnie, érdekes fejlemény, hogy Emerald Fennell Egy ígéretes fiatal nő című, Carey Mulligan főszereplésével készült, 2020-ban leforgatott, nagy kritikai elismerést kivívott, BAFTA-díjjal és a legjobb forgatókönyv Oscar-díjával kitüntetett filmjében fölcsendül Paris Hilton Stars are Blind című slágere, ugyanis a filmbeli szerelmespár ennek zenéjére perdül táncra.
Paris Hilton e slágerét olyan világsztárokkal együtt is elénekelte a színpadon, mint amilyen Miley Cyrus és Sia.

## Magánélete
2021-ben Paris Hilton felismerte, hogy a negyvenedik életévét betöltve korábbi botrányhősnői szerepkörével már fel kell hagynia, és házasságot kötött Carter Reum író-üzletemberrel. Azóta interjúiban mindegyre családi boldogságáról áradozik.
A világsajtót bejárta, hogy bár nem küzd egészségügyi problémákkal, mind a két gyermekét: Phoenixet és Londont béranya hordta ki. Szintén nagy port vert föl és az újságokban világszerte öklömnyi szalagcímek tudósítottak róla, hogy Paris Hilton egy hónapig nem cserélt pelenkát a fián, ami arra utal, hogy továbbra is képes arra, hogy új meg új bizarr cselekedeteivel, meghökkentő lépéseivel érdeklődést keltsen maga iránt és ebből tekintélyes jövedelemre tegyen szert.

## Filmjei
- A dögös és a dög (2008) – Arany Málna díj
- Repo! The Genetic Opera (2008)
- Mindhalálig buli (2006)
- Pledge This! (2006)
- A Playboy villa lányai (2005)
- Viasztestek (2005)
- I Want to Be a Hilton (2005) szereplő
- The Hillz (2004)
- Hilton a farmon! (2003) szereplő
- Nine Lives (2002)

## Önéletrajzi könyvei magyarul
- Paris Hilton–Merle Ginsberg: Egy örökösnő vallomásai. Csajos-cserfes kukucs a mísz póz mögé; fotó Jeff Vespa, ford. Steiner Kristóf; Athenaeum 2000, Budapest., 2007
- Paris Hilton: A memoár; fordította: Wiesenmayer Teodóra; Trubadúr Könyvek Kft.; Budapest, 2023

## Dokumentumfilm róla
Alexandra Dean Paris Hiltonról szóló dokumentumfilmje, a This Is Paris (Ez Paris) azokat a traumákat, fizikai, verbális és szexuális abúzusokat  mutatja meg, amiken a kamasz Hiltonnak át kellett mennie, és amelyek jelentősen befolyásolták a személyiségfejlődését, kialakították benne a szeretetéhséget, a figyelemre való igényt.

## Ismert mondása
„Mosolyogj úgy, mintha még sosem sírtál volna! Harcolj úgy, mintha még sosem veszítettél volna! Szeress úgy, mintha még sosem bántottak volna meg!”